# Кунић
Кунић је назив за ситне сисаре из породице зечева (Leporidae). Постоји десет родова кунића. Обично живе 4—10 година, док домаћи кунић (Oryctolagus cuniculus domesticus) може живети 6—12 година, па и више. Кунићи, за разлику од зечева, копају јазбине у земљи. Млади долазе на свет после месец (30) дана гестације. Рађају се слепи и без длаке, а прогледају са навршене две недеље. Стога се млади кунићи сматрају алтрицијалним, за разлику од прекоцијалних зечева.
Oryctolagus cuniculus обухвата европску врсту кунића и њене потомке, 305 светских раса домаћих кунића. Sylvilagus обухвата 13 врста дивљих кунића, међу њима и седам врста чекињастих кунића. Европски кунић, који је уведен на све континенте осим Антарктика, познат је широм света као дивљи плен и као припитомљени облик стоке и кућног љубимца. Са својим раширеним утицајем на екологију и културу, кунић је, у многим деловима света, део свакодневног живота — као храна, одећа, пратилац и извор уметничке инспирације.

## Терминологија и етимологија
Мужјаци кунића се називају баковима, а женке се зову даз, на енглеском говорном подручју. Старији израз за одраслог кунића који се користио до 18. века је coney (ултиматно изведен од латинског cuniculus), док се rabbit некада односио само на младе животиње. Други термин за младог зеца је зеко (енгл. bunny), иако се овај термин често неформално примењује (посебно код деце) на зечеве уопште, посебно на домаће. У скорије време, израз kit или kitten се користи за означавање младог зеца.
Група зечева је позната као колонија или гнездо (или, повремено warren, мада се ово чешће односи на место где зечеви живе). Група беба зечева произведених од једног парења назива се леглом, а група домаћих зечева који живе заједно понекад се назива стадо.
Сама реч зец потиче од средњоенглеског rabet, позајмице из валонског robète, што је била умањеница од француског или средњохоландског robbe.

## Таксономија
Кунићи и зечеви су раније били сврстани у ред  (глодари) до 1912. године, када су премештени у нови ред, Lagomorpha (који такође укључује пике). Испод су неки од родова и врста зеца.
- пигмејски кунић
- суматрански пругасти кунић(модел)
- европски кунић(дивљи тасмански примерак)
- амими кунић
- вулкански кунић
- мочварни кунић(младунче)
- пустињски памучни реп
- грмасти кунић
- тапети(таксидермијски узорак)
- мочварни кунић са Фрорида Кис

- Ред 
  - Фамилија Leporidae (делом)
- Род 
  - Пигмејски кунић,
- Род 
  - Речни кунић,
- Род
- Род 
  - Суматрански пругасти кунић, 
  - Анамитски пругасти кунић,
- Род 
  - Европски кунић,
- Род 
  - Амами кунић,
- Род 
  - Централноафрички кунић,
- Род 
  - Вулкански кунић,
- Род 
  - Мочварни кунић, 
  - Пустињски чекињасти кунић, 
  - Калифорнијски чекињасти кунић, 
  - Шумски чекињасти кунић, 
  - Мексички чекињасти кунић, 
  - Дајсов чекињасти кунић, 
  - Источноамерички кунић, 
  - Трес Миријас чекињасти кунић, 
  - Омилтем чекињасти кунић, 
  - Санхозеански чекињасти кунић, 
  - Планински чекињасти кунић, 
  - Мочварни кунић, 
  - Новоенглески чекињасти кунић,

## Екологија
Кунићи су животињски плен и стога су стално свесни свог окружења. На пример, у медитеранској Европи, кунићи су главни плен црвених лисица, јазаваца и иберијских рисова. Ако се суочи са потенцијалном претњом, кунић се може укочити и посматрати, а затим упозорити друге у јами снажним ударцима о земљу. Кунићи имају изузетно широко видно поље, а добар део је посвећен скенирању изнад главе. Они преживљавају предацију тако што се копају, скакућу цик-цак покретима и, ако су ухваћени, наносе снажне ударце задњим ногама. Њихови јаки зуби омогућавају им да једу и гризу како би избегли борбу. Најдуговечнији кунић забележен, припитомљени европски кунић који је живео на Тасманији, угинуо је у доби од 18 година.. Животни век дивљих кунића је много краћи; просечна дуговечност источноамеричког кунића, на пример, је мања од једне године.

### Станиште и опсег
Станишта кунића обухватају ливаде, шуме, травњаке, пустиње и мочваре. Кунићи живе у групама, а најпознатија врста, европски кунић, живи у јазбинама, односно зечјим рупама. Група јазбина се назива лавориште.

### Еколошки проблеми
Кунићи су били извор еколошких проблема када су их људи унели у дивљину. Као резултат њиховог апетита и брзине размножавања, уништавање дивљих кунића може бити проблематично за пољопривреду. Тровање гасом (фумигација јазбина), баријере (ограде), одстрел, хватање и лов омчом коришћени су за контролу популације кунића, али најефикасније мере су болести као што су миксоматоза (миксо или микси, колоквијално) и калицивирус. У Европи, где се кунићи узгајају у великом обиму, они су заштићени од миксоматозе и калицивируса генетски модификованим вирусом. Вирус је развијен у Шпанији и користан је за узгајиваче кунића. Ако би се пробио у дивље популације у областима као што је Аустралија, могао би да изазове бум популације, јер су те болести најозбиљније претње опстанку кунића. Кунићи у Аустралији и Новом Зеланду сматрају се таквим штеточинама да су власници земљишта законски обавезни да их контролишу.